# Hans Bergström (skådespelare)
Hans Gustaf Filip Bergström, född 14 september 1935 i Kungsholms församling, Stockholm, död 4 april 2004 i Väsby församling, Skåne län, var en svensk regissör och skådespelare.

## Biografi
Hans Bergström drömde tidigt om att bli skådespelare och redan efter två veckor i teaterskola fick han sin första filmroll. Sin karriär som regissör påbörjade han i Göteborg där han fick vara regiassistent vid Folkteatern. Den första pjäsen han regisserade var Pippi Långstrump av Astrid Lindgren. Åren 1964–1967 var han anställd som regissör vid Helsingborgs stadsteater. Han var teaterchef för Länsteatern i Västerås 1967–1970, Nya teatern i Göteborg 1980–1981 och Östgötateatern i Norrköping-Linköping mellan åren 1988 och 1992. Han gjorde regiuppdrag för Riksteatern och TV-teatern. 
I TV-produktionen Hem, ljuva hem från 1978 debuterade hans dotter Helena Bergström. Under 1980-talet regisserade han flera av Hagge Geigerts revyer på Lisebergsteatern i Göteborg. Hans Bergström regisserade flera av Nils Poppes största succéer på Fredriksdalsteatern i Helsingborg bland andra Fars lille påg, Oskulden från Mölle och Vita Hästen. När Eva Rydberg övertog Fredriksdalsteatern stannade Bergström kvar som regissör i flera uppsättningar. Han belönades med en Guldmask för bästa regi till farsen Arnbergs korsettfabrik 2000.

## Familj
Hans Bergström var först gift med skådespelerskan Kerstin Widgren och senare med skådespelerskan Karin Bergström. Han var far till skådespelaren Helena Bergström. Hans Bergström är begravd på Norra begravningsplatsen utanför Stockholm.

## Filmografi

### Roller
- 1955 – Blockerat spår
- 1955 – Danssalongen
- 1971 – Den byxlöse äventyraren (TV-serie)
- 1981 – Fem dagar i december (TV-serie)
- 1993 – Sista dansen

### Regi
- 1973 – Kärlek och långvantar (även manus)
- 1982 – Vi ses på Bråddvaj (TV-serie)

## Teater

### Roller (ej komplett)
| År   | Roll         | Produktion                                                              | Regi                         | Teater                   |
| ---- | ------------ | ----------------------------------------------------------------------- | ---------------------------- | ------------------------ |
| 1963 |              | Hus med dubbel ingång (Casa con dos puertas) Pedro Calderón de la Barca | Kurt-Olof Sundström          | Folkteatern, Göteborg    |
| 1964 | Tom          | Greppet (The Knack) Ann Jellicoe                                        | Bo Swedberg                  | Helsingborgs stadsteater |
| 1964 | Petter       | Romeo och Julia (The Tragedy of Romeo and Juliet) William Shakespeare   | Per Sjöstrand                | Helsingborgs stadsteater |
| 1965 | Landry       | Ljusstaken (Le Chandelier) Alfred de Musset                             | Bo Swedberg                  | Helsingborgs stadsteater |
| 1965 | Brian Miller | Inget helgon precis! (Travelling Light) Leonard Kingstone               | Hans Bergström Per Sjöstrand | Helsingborgs stadsteater |
| 1966 | Erik         | Jeppe på berget (Jeppe paa Bierget) Ludvig Holberg                      | Gunnar Skar                  | Helsingborgs stadsteater |

### Regi (ej komplett)
| År   | Produktion                                                             | Upphovsmän                                                                            | Teater                                                      |
| ---- | ---------------------------------------------------------------------- | ------------------------------------------------------------------------------------- | ----------------------------------------------------------- |
| 1961 | Pippi Långstrump                                                       | Astrid Lindgren                                                                       | Folkteatern, Göteborg                                       |
| 1963 | Mary, Mary                                                             | Jean Kerr                                                                             | Folkteatern, Göteborg                                       |
| 1964 | Änkeman Jarl                                                           | Vilhelm Moberg                                                                        | Helsingborgs stadsteater                                    |
| 1965 | Rötter Roots                                                           | Arnold Wesker Översättning Hans Ullberg och Johan Falck                               | Helsingborgs stadsteater                                    |
| 1965 | Den bästa av världar                                                   | Jan Moen                                                                              | Helsingborgs stadsteater                                    |
| 1965 | Lyckan på spel Bonheur, impair et passe                                | Françoise Sagan Översättning Evert Lundström                                          | Fredriksdalsteatern                                         |
| 1965 | Inget helgon precis! Travelling Light                                  | Leonard Kingstone Översättning Per Sjöstrand                                          | Helsingborgs stadsteater Regi tillsammans med Per Sjöstrand |
| 1965 | Tjuvar, lik och fala qvinnor                                           | Dario Fo Översättning Bertil Bodén                                                    | Helsingborgs stadsteater                                    |
| 1966 | Gasljus Gas Light                                                      | Patrick Hamilton                                                                      | Helsingborgs stadsteater                                    |
| 1966 | Saken är Oscar! eller En halv million i kappsäcken Oscar               | Claude Magnier Översättning Claes Hoogland                                            | Helsingborgs stadsteater                                    |
| 1966 | Den tappre soldaten Svejk Osudy dobrého vojáka Švejka za světové války | Jaroslav Hašek Dramatisering Karl Larsen, Översättning Nils Beyer                     | Helsingborgs stadsteater                                    |
| 1966 | Aria Da Capo                                                           | Edna St. Vincent Millay Översättning Göran Avén                                       | Helsingborgs stadsteater                                    |
| 1966 | Picknick på slagfältet Pique-nique en campagne                         | Fernando Arrabal Översättning Evert Lundström                                         | Helsingborgs stadsteater                                    |
| 1966 | Ruzzantes återkomst Il Parlamento de Ruzante che iera vegnú de campo   | Angelo Beolco Översättning Per Sjöstrand                                              | Helsingborgs stadsteater                                    |
| 1967 | Markurells i Wadköping                                                 | Hjalmar Bergman                                                                       | Helsingborgs stadsteater                                    |
| 1968 | En midsommarnattsdröm A Midsummer Night's Dream                        | William Shakespeare                                                                   | Riksteatern                                                 |
| 1971 | Oh! Calcutta!                                                          | Kenneth Tynan                                                                         | Folkan                                                      |
| 1974 | Paviljongen, revy                                                      | Carl Zetterström                                                                      | Scalateatern                                                |
| 1975 | Fars lille påg Hurra, ein junge!                                       | Franz Arnold och Ernst Bach                                                           | Lisebergsteatern                                            |
| 1976 | Oskulden från Mölle Der Keusche Lebemann                               | Franz Arnold och Ernst Bach                                                           | Fredriksdalsteatern                                         |
| 1976 | Chicago                                                                | John Kander och Fred Ebb                                                              | Riksteatern                                                 |
| 1977 | Fantastiska pappa Le voyage de M. Perrichon                            | Eugène Labiche                                                                        | Fredriksdalsteatern                                         |
| 1983 | En midsommarnattsdröm A Midsummer Night's Dream                        | William Shakespeare                                                                   | Riksteatern                                                 |
| 1985 | Fars lille påg Hurra, ein Junge                                        | Franz Arnold och Ernst Bach Översättning och bearbetning Arne Wahlberg och Nils Poppe | Fredriksdalsteatern                                         |
| 1988 | AB Dun & Bolster Der Keusche Lebemann                                  | Franz Arnold och Ernst Bach Översättning och bearbetning Arne Wahlberg och Nils Poppe | Fredriksdalsteatern                                         |
| 1991 | Gröna hissen Fair and Warmer                                           | Avery Hopwood Översättning Isa Quensel och Björn Barlach                              | Vasateatern                                                 |
| 1993 | Bröderna Östermans huskors                                             | Oscar Wennersten                                                                      | Fredriksdalsteatern                                         |
| 1994 | Den tappre soldaten Bom                                                | Åke Cato och Mikael Neumann                                                           | Fredriksdalsteatern                                         |
| 1995 | Husan också!                                                           | Åke Cato och Mikael Neumann                                                           | Fredriksdalsteatern                                         |
| 1995 | Min mamma herr Albin La cage aux folles                                | Jean Poiret                                                                           | Folkan                                                      |
| 1996 | Upp till camping                                                       | Åke Cato och Mikael Neumann                                                           | Fredriksdalsteatern                                         |
| 1997 | Funny girl                                                             | Jule Styne, Bob Merrill och Isobel Lennart                                            | Fredriksdalsteatern                                         |
| 1998 | En fru för mycket Up and running                                       | Derek Benfield Översättning Åke Cato                                                  | Helsingborgs stadsteater                                    |
| 1998 | Sicken ärta Once Upon a Mattress                                       | Mary Rodgers, Jay Thompson, Marshall Barer och Dean Fuller                            | Fredriksdalsteatern                                         |
| 2000 | Arnbergs korsettfabrik Der Keusche Lebemann                            | Franz Arnold och Ernst Bach Bearbetning Hans Bergström och Adde Malmberg              | Fredriksdalsteatern                                         |
| 2001 | Kärlek och lavemang Le Malade imaginaire                               | Molière Bearbetning Hans Bergström och Adde Malmberg                                  | Fredriksdalsteatern                                         |
| 2002 | Hon jazzade en sommar Der wahre Jacob                                  | Franz Arnold och Ernst Bach Bearbetning Adde Malmberg                                 | Fredriksdalsteatern                                         |